# (33944) 2000 MA
2000 أم أي (ويعرف أيضًا باسم (33944) 2000 أم أي وفق تسمية الكوكب الصغير) (بالإنجليزية: 2000 MA)‏ هو كويكب ضمن حزام الكويكبات؛ وترتيبه 33944 من حيث الاكتشاف.
اكتُشف هذا الجُرم الفلكي بواسطة Paulo R. Holvorcem ‏ في 16 يونيو 2000.

## وصلات خارجية
- (33944) 2000 MA في قاعدة بيانات مختبر الدفع النفاث لأجرام النظام الشمسي الصغيرة

- الاكتشاف · مخطط المدار ·  العناصر المدارية · المعلمات المادية

- (33944) 2000 MA على موقع ويكي سكاي: DSS2, SDSS, GALEX, IRAS, Hydrogen α, X-Ray, Astrophoto, Sky Map, Articles and images